# Colombigramma
Il colombigramma era un testo scritto per essere trasmesso attraverso l'uso di piccioni viaggiatori. Era un foglietto di carta di piccole dimensioni, che veniva spedito arrotolato e legato alla zampa del piccione.
Questo metodo di trasmissione ha origini antichissime: veniva usato dai Persiani, dagli Egizi ed è rimasto in uso sino al ventesimo secolo, soprattutto in ambito militare:  prima e seconda guerra mondiale,  nonostante l'introduzione di telegrafo e telefono.